# Frankfurt-Oberrad
Oberrad is een stadsdeel van Frankfurt am Main. Het stadsdeel ligt in het zuidoosten van Frankfurt. Oberrad is met ongeveer 12.000 inwoners een middelgroot stadsdeel van Frankfurt. Oberrad heeft aansluiting op het Frankfurtse tramnet. In het stadsdeel zijn veel tuinderijen waar de groenten voor de Frankfurtse Grüne Soße worden verbouwd.

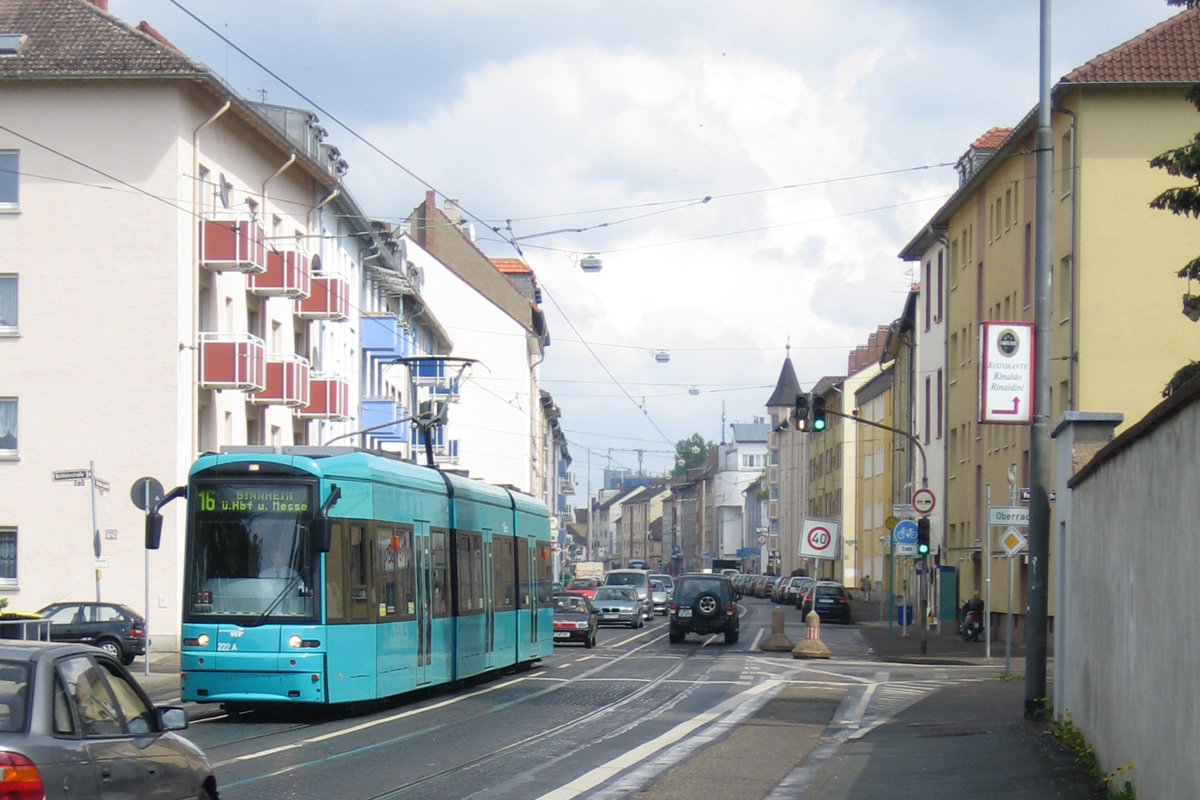
De Tram van de lijn 16 in Oberrad

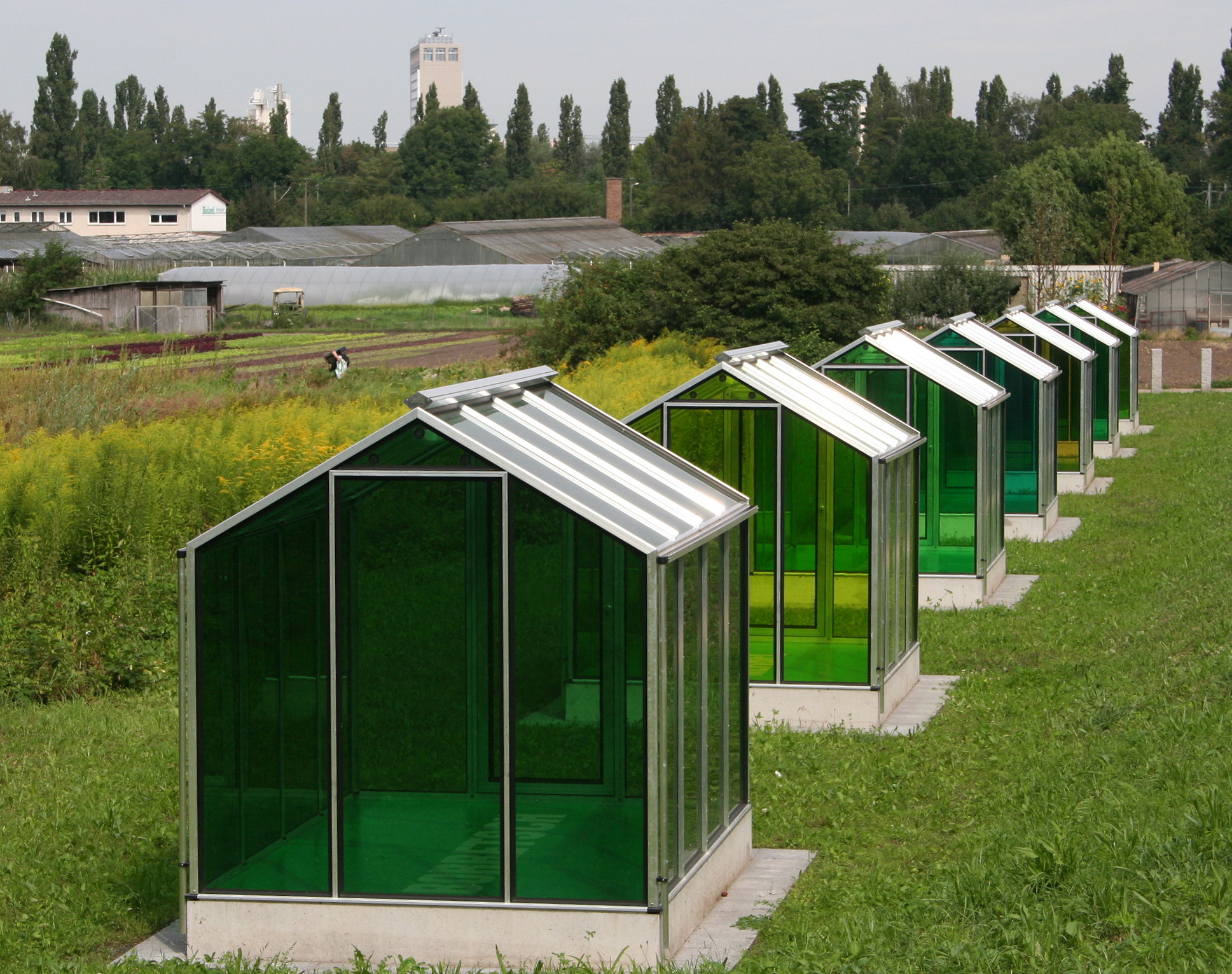
Monument voor de Frankfurtse Grüne Soße in Oberrad